# Елеонора Маргарета фон Шлезвиг-Холщайн-Зондербург-Визенбург
Елеонора Маргарета фон Шлезвиг-Холщайн-Зондербург-Визенбург (на немски: Eleonore Margarete von Schleswig-Holstein-Sonderburg-Wiesenburg; * 28 май 1655, Лисберг, Хесен-Дармщат; † 16 август 1702, Виена) е принцеса от Шлезвиг-Холщайн-Зондербург-Визенбург от Дом Олденбург и чрез женитба княгиня на Лихтенщайн (1686 – 1702).

## Произход
Тя е дъщеря на херцог Филип Лудвиг фон Шлезвиг-Холщайн (1620 – 1689) и втората му съпруга Анна Маргарета фон Хесен-Хомбург (1629 – 1686), дъщеря на ландграф Фридрих I фон Хесен-Хомбург (1585 – 1638) и Маргарета Елизабет фон Лайнинген-Вестербург (1604 – 1667).

## Фамилия
Елеонора Маргаретасе омъжва на 1 октомври 1673 г. във Вилферсдорф за княз Максимилиан II фон Лихтенщайн (* 25 юли 1641; † 21 април 1709). Тя е втората му съпруга. Той е баща на две дъщери, вдовец на първата си братовчедка принцеса Йохана Беатрикс фон Лихтенщайн (1650 – 1672). Те имат две деца, които умират на 3 години:
- Карл Лудвиг (* 25 май 1675; † 1679)
- Мария Йохана (* 8 март 1686; † 1690)

Максимилиан II фон Лихтенщайн се жени трети път на 21 април 1703 г. за принцеса Мария Елизабет фон Лихтенщайн (1683 – 1744).